# Fiket
Fiket (originaltitel: Diner) är en amerikansk dramakomedifilm från 1982, skriven och regisserad av Barry Levinson.

## Medverkande
| Steve Guttenberg | – Edward "Eddie" Simmons         |
| Daniel Stern     | – Laurence "Shrevie" Schreiber   |
| Mickey Rourke    | – Robert "Boogie" Sheftell       |
| Kevin Bacon      | – Timothy "Fen" Fenwick Jr.      |
| Timothy Daly     | – William "Billy" Howard         |
| Ellen Barkin     | – Beth Schreiber, "Shrevies" fru |
| Paul Reiser      | – Modell                         |
| Kathryn Dowling  | – Barbara                        |
| Michael Tucker   | – Bagel                          |
| Jessica James    | – Mrs Simmons, Eddies mamma      |
| Colette Blonigan | – Carol Heathrow                 |
| Kelle Kipp       | – Diane                          |
| Clement Fowler   | – Mr Simmons, Eddies pappa       |
| Claudia Cron     | – Jane Chisholm                  |